# Bactrocera aithogaster
Bactrocera aithogaster
 es una especie de díptero que Drew describió por primera vez en 1989. Bactrocera aithogaster pertenece al género Bactrocera de la familia Tephritidae.